# ریحان بات
ریحان بات (انگلیسی: Rehan Butt؛ زادهٔ ۶ ژوئیه ۱۹۸۰) بازیکن هاکی روی چمن اهل پاکستان است.